# Gäss
Gäss (singular: gås, latin: Anserini) är en släktgrupp fåglar inom underfamiljen Anserinae. Denna släktgrupp brukar ibland kallas äkta gäss och utgörs av de båda släktena Anser och Branta. En gåsunge benämns gässling.

## Utseende och läte
Gäss är stora och tunga fåglar med relativt lång hals och medellånga kraftiga ben. Hannar och honor liknar varandra. Släktet Anser har en färgskala som går i grått och brunt, dock finns det några arter som är övervägande vita. Detta släkte har ofta ben och näbb som går i röda eller gula toner. Släktet Branta är mestadels svartvitt tecknade och har grå eller svarta ben och näbb.
Gäss har ett snattrande läte och även ljudliga trumpetstötsliknande rop.

## Utbredning och biotop
Alla gåsarter lever på norra halvklotet och alla de arter som lever i Norden är flyttfåglar. Gäss ses ofta beta på stora öppna fält och åkrar och de vistas mera på land än exempelvis svanar och änder.

## Beteende
Gässen ruggar en gång om året och kan då inte flyga. De vuxna äter växtdelar medan ungarna (gässlingarna) äter smådjur. Gäss smälter gräs och dylik föda väldigt dåligt och måste därför äta stora mängder. Detta för att snabbt göra sig av med avföring så att maten inte tynger ner dem så de inte kan lyfta om fara hotar. De flyger mycket snabbt, ordnade i v-formation. De är ganska bra simmare, men dyker endast som gässlingar eller när fara hotar under ruggningen.

## Taxonomi
Idag delar man in äkta gäss i femton arter.
- Släkte Anser
  - Svangås (Anser cygnoides)
  - Skogsgås (Anser fabalis)
  - Spetsbergsgås (Anser brachyrhynchus)
  - Tundragås (Anser serrirostris)
  - Bläsgås (Anser albifrons)
  - Fjällgås (Anser erythropus)
  - Grågås (Anser anser)
  - Stripgås (Anser indicus)
  - Snögås (Anser caerulescens)
  - Dvärgsnögås (Anser rossii)
  - Kejsargås (Anser canagica)
- Släkte Branta
  - Prutgås (Branta bernicla)
  - Vitkindad gås (Branta leucopsis)
  - Polargås (Branta hutchinsii) – tidigare kategoriserad som en underart till kanadagås
  - Kanadagås (Branta canadensis)
  - Rödhalsad gås (Branta ruficollis)
  - Hawaiigås (Branta sandvicensis)

Vissa placerar de tre vita gässen snögås, dvärgsnögås och kejsargås i det egna släktet Chen men detta är omdiskuterat. Vissa placerar även hönsgås (Cereopsis novaehollandiae) och arterna inom det förhistoriska släktet Cnemiornis inom gruppen. Hönsgåsen och coscorobasvan (Coscoroba coscoroba) brukar anses vara de idag förekommande arter som är närmast besläktade med gässen.

## Gåsen och människan

### Namn
Både ordet gås och anser (liksom Tyska Gans) tros ha samma ursprung i ett indoeuropeiskt urspråk.

### Som nyttodjur
Andjakt på vilda gäss är vanligt runt om i världen. På många platser har gäss planterats in av jägare som bytesdjur. Exempelvis har kanadagåsen introducerats runt om i Europa i detta syfte. Gäss har domesticerats av människan under mycket lång tid för att hållas för ägg, dun och kött. När gäss jagas med hagelgevär är det vanligt med skadeskjutningar. Detta resulterar i skador från småhagel som de överlever, men som leder till livslångt lidande. I Danmark fångades gäss in med nät och röntgades för se ifall de hade hagel i kroppen. Resultatet visade att 36% av gässeen var skadeskjutna. I en äldre svensk undersökning upptäcktes att över hälften av gässen hade skottskador. År 2024 upptäcktes att över var femte gås var skadskjuten i Mellansverige. Gåsjakt ses som en svensk jaktskandal av ornitologer som kräver att den förbjuds.

### Egyptisk mytologi
Enligt Hermopolis skapelseberättelse från det forntida Egypten skapades universum av en kosmisk gås. Först fanns bara ett hav av mörker och kaos. I havet fanns ön ben-ben, och där lade gåsen det kosmiska ägget, ett ägg som innehöll hela universum. Ur ägget kläcktes sedan solguden Ra, som bringade ljus och ordning till världen. Den kosmiska gåsen kallas för "Den stora kacklaren" på grund av ljudet den gjorde, vilket symboliserar den abstrakta kraften som initierade skapelsen. Den Hermopolitanska ogdoaden är de åtta ursprungliga gudarna som representerar kaosets krafter innan skapelsen. Gåsen är därför kunglig och en symbol för faraonisk makt.

### I svenska kulturen
Gäss, och då särskilt tamgåsen, brukar ses som en symbol för Skåne. Romanen Nils Holgerssons underbara resa genom Sverige handlar om en skånsk pojke som tillsammans med tamgåsen Mårten följer med en flock vildgäss till Lappland. Uttrycket "vita gäss" avser skum på vågtopparna på hav eller sjöar som uppkommer då hög vindstyrka bryter vågorna.